# تالاموني

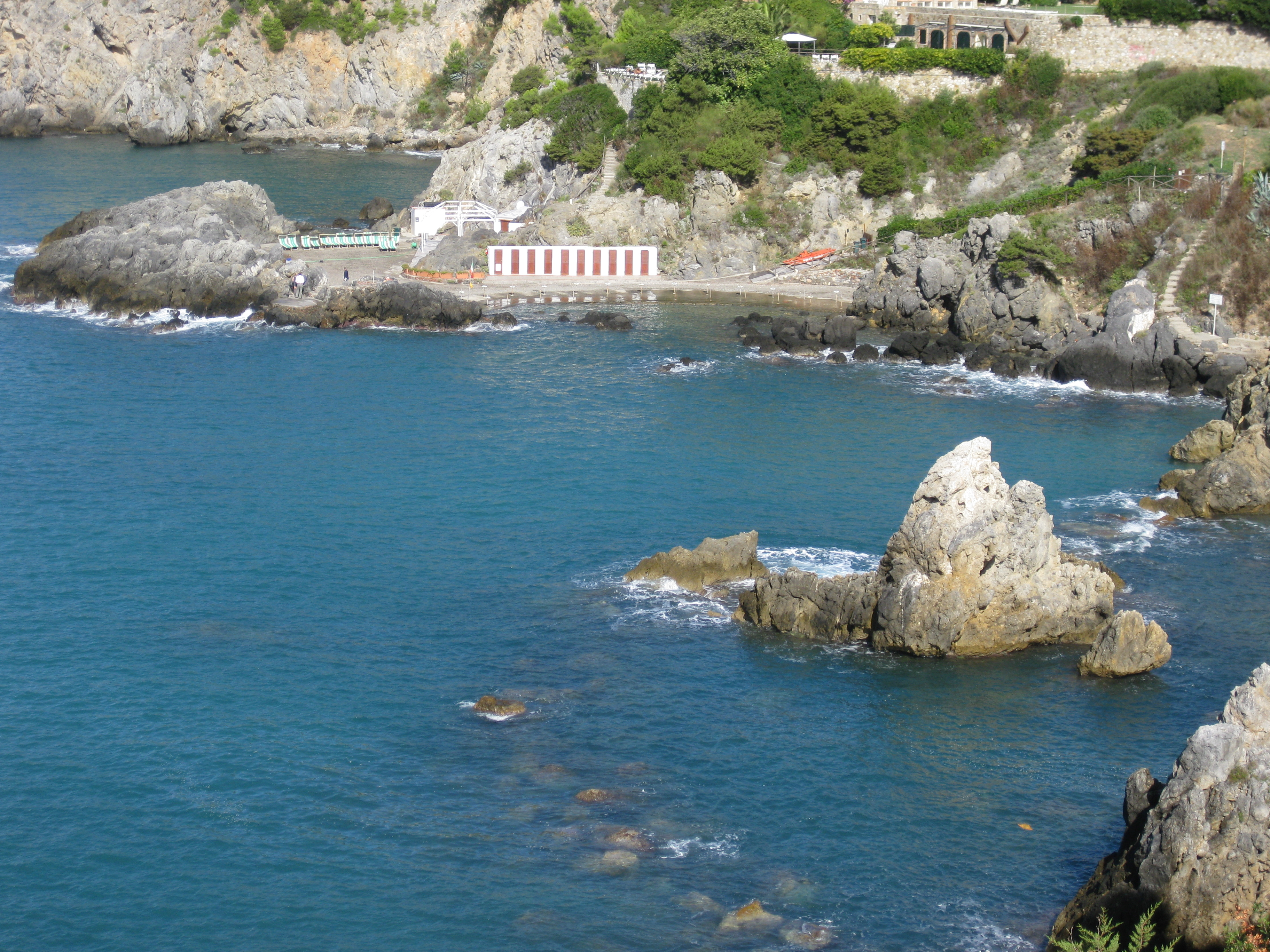
تالاموني من قمة التلة

تالاموني هي مدينة تاريخية تقع في منطقة مارِيما ضمن إقليم توسكانا، وسط إيطاليا. وعلى الرغم من تصنيفها الإداري الحالي كـقرية تابعة لبلدية أربيتيللو في محافظة غروسيتو، إلا أن لها أهمية تاريخية متميزة عن باقي القرى والمدن المجاورة.

### الموقع والوصول
تقع تالاموني على بعد حوالي 25 كيلومترًا من مدينة غروسيتو و10 كيلومترات من أربيتيللو، ويمكن الوصول إليها بسهولة عبر طريق أوريليا السريع، مما يجعلها وجهة يسهل الوصول إليها من المدن القريبة